# Sputnikschock

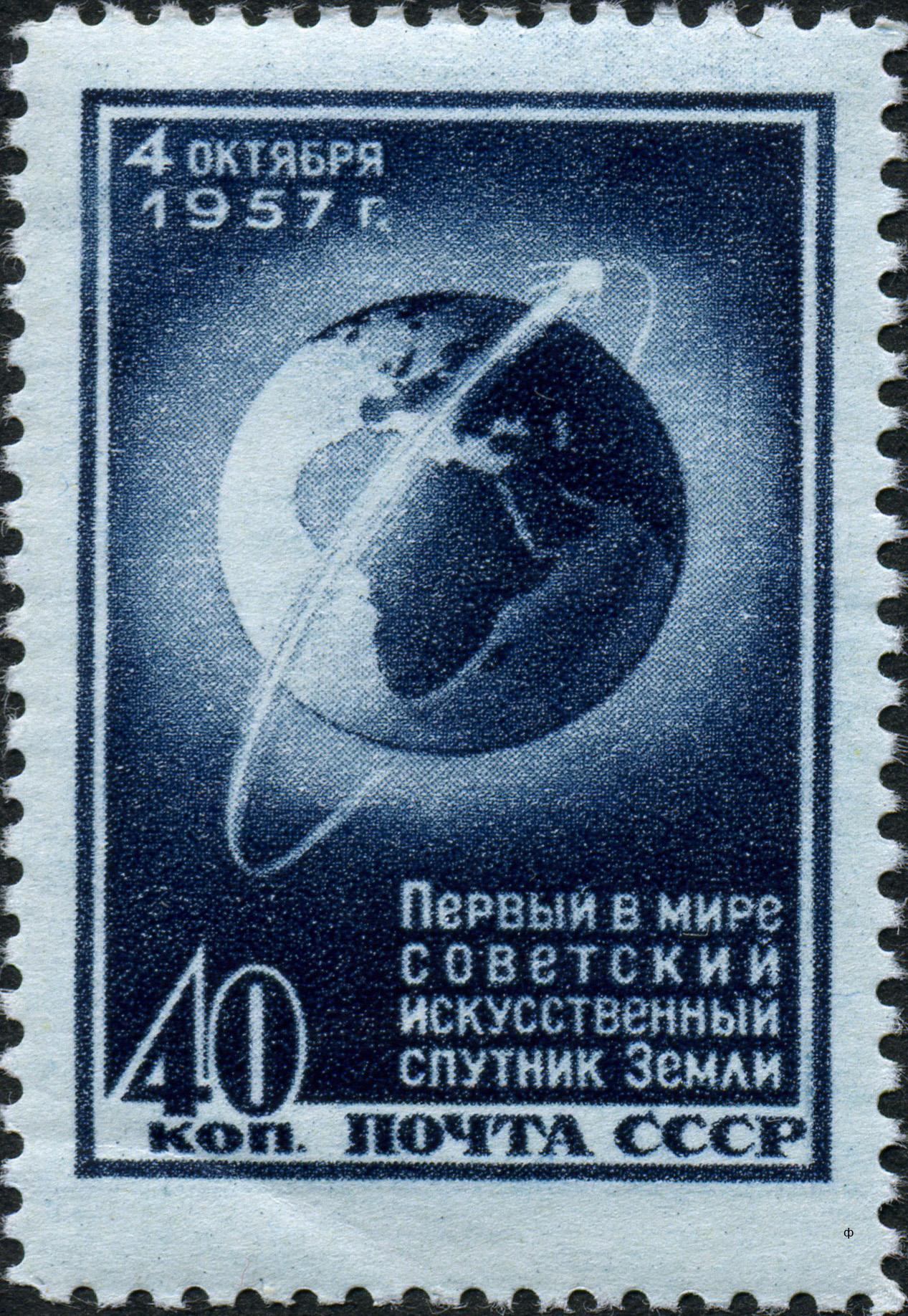
Sowjetische Briefmarke zeigt die erste Erdumkreisung durch Sputnik

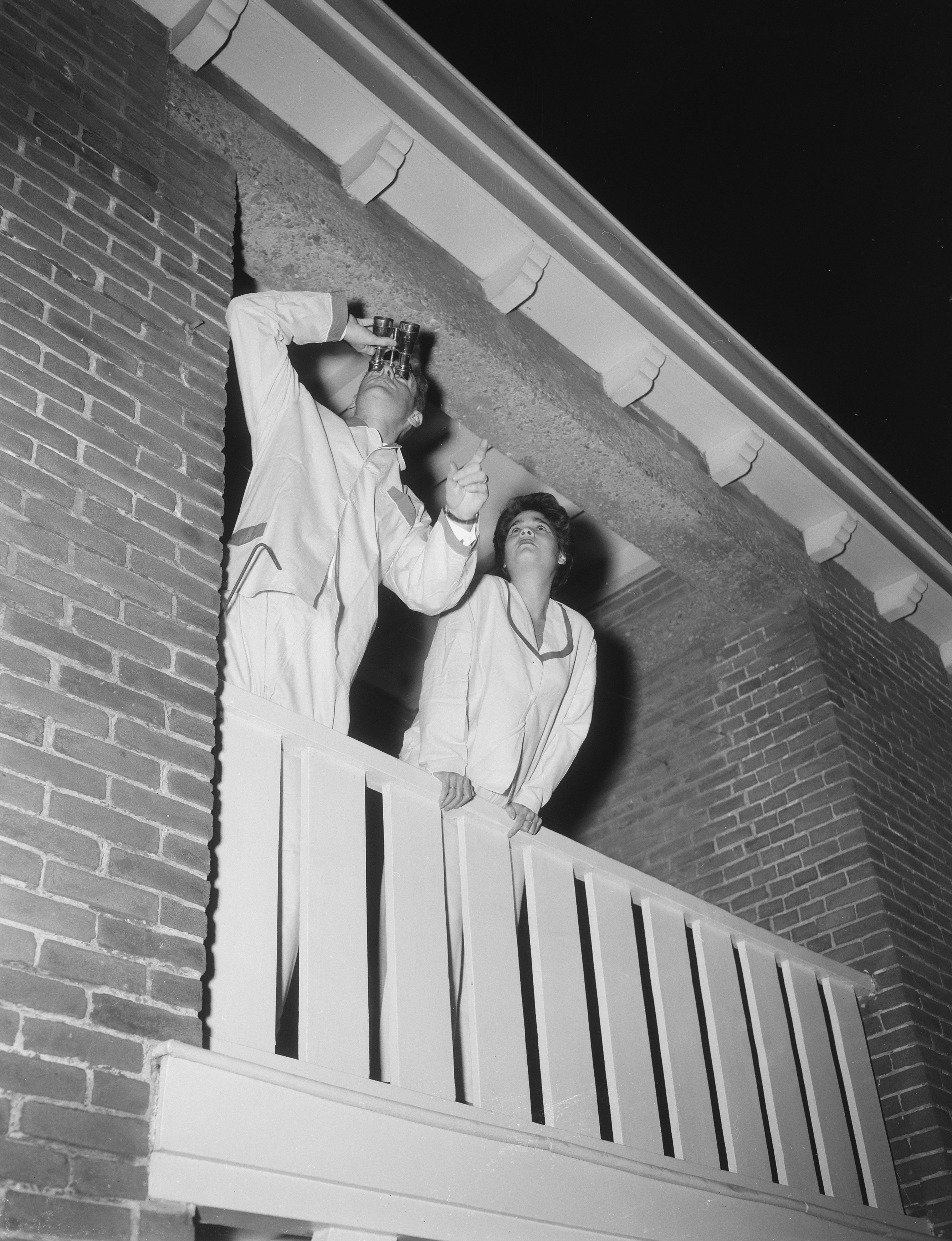
Beobachter in den Niederlanden verfolgen im Oktober 1957 den Überflug

Sputnikschock nennt man die politischen und gesellschaftlichen Reaktionen in der Westlichen Welt, insbesondere den USA und Westeuropa, auf den Start des ersten künstlichen Erdsatelliten Sputnik 1 am 4. Oktober 1957 (Ortszeit: 2:50 Uhr, 5. Oktober) durch die Sowjetunion. Zur damaligen Hochzeit des Kalten Krieges war die Raumfahrt einer der Bereiche, in welchen sich die Sowjetunion und die USA ein Wettrennen lieferten. Dazu kam, dass mit der Rakete R-7 – dem Trägersystem des Sputnik – die Sowjetunion nunmehr offensichtlich in der Lage war, das Territorium der USA mit nuklear bestückten Interkontinentalraketen zu erreichen.

## Auswirkungen

### Erste Einschätzungen
Nach dem Start von Sputnik 2 mit einem Gewicht von mehr als 500 kg schätzte die völlig überraschte amerikanische CIA das Startgewicht der Sputnik-Rakete aufgrund eigener Berechnungen auf 500 Tonnen und den Startschub auf mehr als 1000 Tonnen und ging von einer dreistufigen Rakete aus. Sie folgerte daraus, dass „der Start der zwei Erdsatelliten eine überwältigende wissenschaftliche Leistung“ bedeute und dass die „UdSSR die Interkontinentalrakete vervollkommnete und damit jedes gewünschte Ziel genau treffen kann“. In Wirklichkeit betrug das Startgewicht der anderthalb-stufigen sowjetischen Rakete 267 Tonnen mit einem Startschub ca. 410 Tonnen. Die Fehleinschätzung der CIA kam dadurch zustande, dass sie die Leistung der zeitgleich entwickelten US-amerikanischen Atlas-Rakete (Startgewicht 82 t, Startschub 135 t, maximal 70 kg Satellit in Erdumlaufbahn) hochrechnete. Teilweise beruhten die günstigeren Parameter der sowjetischen Rakete auf Konzepten des deutschen Raketenkollektivs unter Helmut Gröttrup auf der russischen Insel Gorodomlja, u. a. rigorose Gewichtseinsparungen, der Kontrolle der Restmenge des Treibstoffs und einem auf bis zu 1,4 reduzierten Verhältnis Startschub/Gewicht statt des üblichen Faktors 2. Solche Details erfuhr die CIA bereits im Januar 1954, als sie den aus der UdSSR zurückgekehrten Gröttrup im Rahmen der Operation Dragon Return verhörte, aber nicht ernst nahm.

### Unmittelbare Auswirkungen

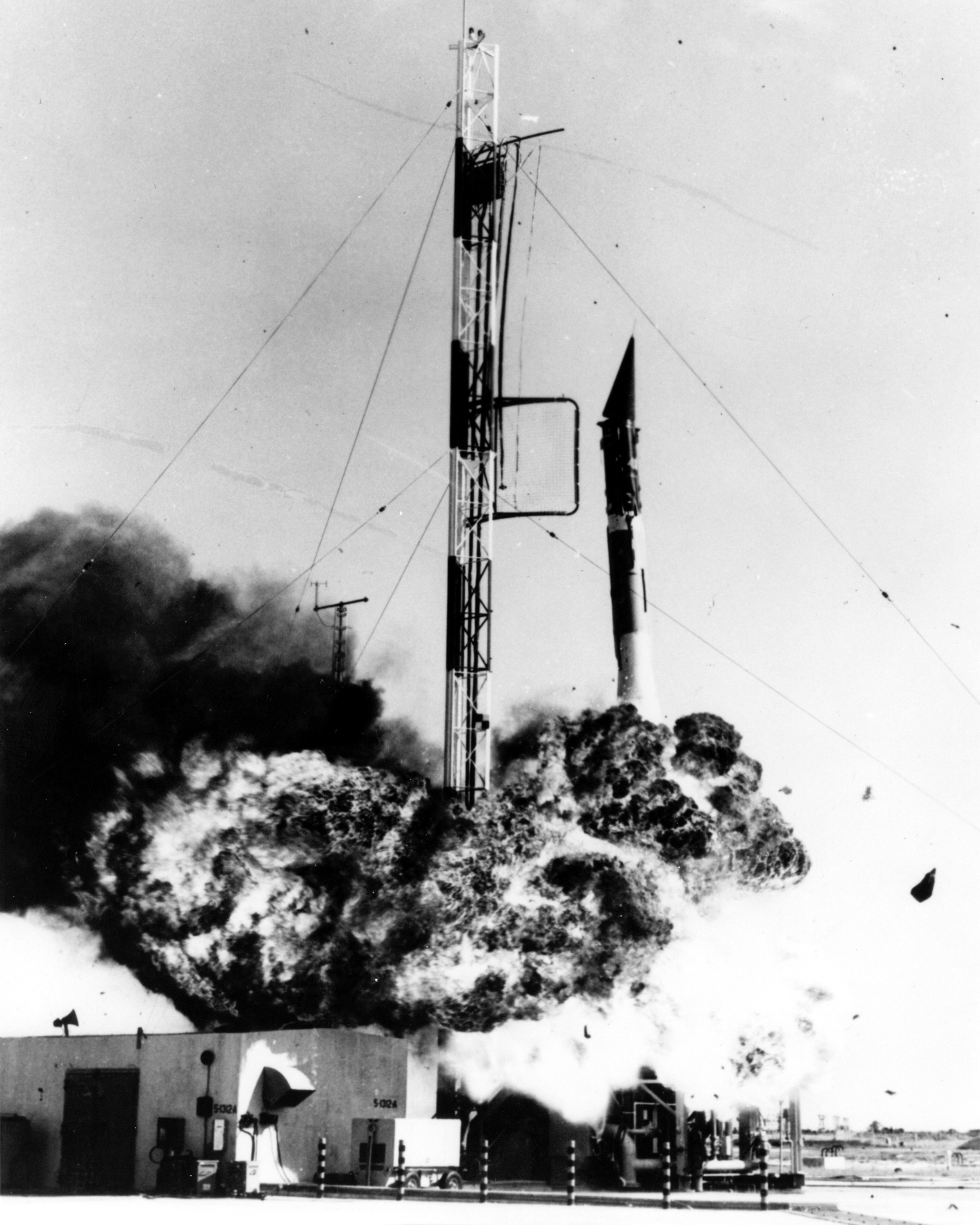
Eine Vanguard-Trägerrakete explodiert kurz nach dem Abheben beim ersten Start im Dezember 1957.

Eine unmittelbare Folge des Sputnikschocks waren verstärkte Anstrengungen der USA, beim Wettlauf ins All technologische Überlegenheit zu erlangen. Er beschleunigte die westlichen Raketenprogramme (auch jenes der Briten, siehe Blue Streak) und führte zur Gründung der NASA, um das Raumfahrtprogramm zu straffen.
Ein Programm zur Stärkung der Kooperation und zur Vernetzung der Kommunikation war die Advanced Research Projects Agency (ARPA), eine Abteilung des Verteidigungsministeriums der Vereinigten Staaten, aus der unter anderem das ARPANET hervorging, ein Vorläufer des heutigen Internet.
Die enorme Publizitätswirkung kam für die sowjetischen Machthaber selbst überraschend, wurde dann aber zielstrebig propagandistisch eingesetzt; auch wurden weitere Mittel freigegeben, um die Überlegenheit des Kommunismus zu demonstrieren. So gelang nur vier Jahre später Juri Gagarin mit Wostok 1 der erste bemannte Weltraumflug, zehn Monate vor den Amerikanern mit Mercury-Atlas 6.
Der Start hatte sofort weltweit viel Aufmerksamkeit auf sich gezogen, und die Signale wurden überall genau beobachtet. Die Sendefrequenzen mit 20 und 40 MHz waren heraus zu bekommen, und viele Funker lauschten den ersten künstlichen Erdtrabanten.
Sputnik verhalf den Rüstungsindustrien beider Seiten zu neuen Rekordgeschäften. Ähnlich der angeblichen sogenannten Bomberlücke der USA gegenüber ihrem Kontrahenten wurde von der CIA eine Raketenlücke attestiert und damit das Wettrüsten unterfüttert. In Fachkreisen kam der erste Satellit dabei nicht einmal unerwartet, da er im Rahmen des Internationalen Geophysikalischen Jahres angekündigt worden war.

### Bildungspolitik der USA
Der Sputnikschock löste eine Krise in der Selbstwahrnehmung der US-Amerikaner aus. Demokratie und freie Marktwirtschaft alleine reichten nicht aus für den Erhalt der in den vorangegangenen Jahren teilweise erreichten technologischen Überlegenheit. Die Tatsache, dass nun die kommunistische, planwirtschaftlich organisierte Sowjetunion den USA im Weltraum zuvorgekommen war, schockierte die US-Amerikaner. Forderungen nach einer grundlegenden Reform des Bildungssystems erlangten eine breite Unterstützung in der Bevölkerung. Es galt, die Sowjetunion beim Wettlauf ins All zu schlagen.
Eine Reformierung des US-amerikanischen Bildungssystems war schon von Präsident Truman im Jahr 1946 durch die Bildung einer Kommission angestoßen worden, 1956 hatte Präsident Eisenhower eine weitere Kommission, das Committee on Education Beyond the High School ins Leben gerufen. Nach dem Start von Sputnik schien jedoch laut Meldungen in US-amerikanischen Zeitschriften besonders im naturwissenschaftlichen Bereich Nachholbedarf zu bestehen, da die Sowjetunion die doppelte bis dreifache Anzahl an Ingenieuren ausbildete. Vizepräsident Nixon kritisierte Eisenhower öffentlich und erklärte Wirtschaftsführern, dass die Notwendigkeit des Schließens der Technologie-Lücke zwischen den USA und der Sowjetunion Steuersenkungen unmöglich machen könnte.
Durch US-Präsident Dwight D. Eisenhower, der in einer Rede der Bildungspolitik einen höheren Stellenwert als der Raketenproduktion gab, wurde das Federal-aid-to-Education-Programm aufgelegt. Dieses Programm hatte ein Gesamtvolumen von 1,6 Milliarden Dollar. Diese flossen über einen Zeitraum von vier Jahren an zusätzlichen Bundesmitteln in das Bildungssystem.
Diese Mittel wurden verwendet um:
1. das Jahresbudget der National Science Foundation auf 134 Millionen Dollar zu vervierfachen.
2. 20.000 Stipendien zu vergeben.
3. die Lehrerausbildung zu fördern.
4. den Bau neuer Schulen zu bezahlen.

Mit diesen Maßnahmen wurde ein Hauptaugenmerk auf die Förderung der bislang bildungsfernen Schichten gelegt, die eine noch nicht aktivierte Bildungsreserve darstellten. Die Erschließung dieser Reserve wurde in den folgenden Jahren auch durch Maßnahmen der Frühpädagogik (Gründung von Vorschulen) und durch das Einrichten eines Schulbusverkehrs gefördert. Durch ihn konnten auch Kinder aus abgelegenen Gegenden in zentral gelegene Schulen gelangen.
Als weitere Maßnahme wurde der Lehrplan an den Schulen neu gestaltet. Kurse, die sich vor allem mit der Haushaltsführung oder der konkreten Berufsausbildung befassten, wurden zugunsten von Fächern wie Mathematik, Physik und Chemie aus dem Lehrplan gestrichen.
Die Pläne von Eisenhower sahen aber ebenso eine Förderung geistes- und sozialwissenschaftlicher Fächer wie der Politikwissenschaft, der Geschichtswissenschaften und der Sprachwissenschaften vor. Durch diese Förderung sollten „weise Führer“ hervorgebracht werden, die die technologischen Errungenschaften zum Wohle des US-amerikanischen Volkes einsetzen können.
Unter John F. Kennedy und Lyndon B. Johnson wurde zusätzlich:
1. das Bildungsfernsehen eingeführt.
2. inspiriert durch den Weinberg-Report Bildungseinrichtungen wie Bibliotheken vernetzt, um einen besseren Zugang zu Bildung zu gewährleisten.
3. das New-Math-Programm (siehe Neue Mathematik) aufgelegt, welches die Kinder sehr früh mit abstrakter Mathematik in Berührung brachte.